# Сентервілл (Північна Кароліна)
Сентервілл (англ. Centerville) — переписна місцевість (CDP) в США, в окрузі Франклін штату Північна Кароліна. Населення — 149 осіб (2020).

## Географія
Сентервілл розташований за координатами 36°11′8″ пн. ш. 78°6′32″ зх. д. / 36.18556° пн. ш. 78.10889° зх. д. (36.185446, -78.108837).  За даними Бюро перепису населення США в 2010 році переписна місцевість мала площу 0,74 км², з яких 0,73 км² — суходіл та 0,01 км² — водойми.

## Демографія
Згідно з переписом 2010 року, у місті мешкало 89 осіб у 36 домогосподарствах у складі 26 родин. Густота населення становила 121 особа/км².  Було 52 помешкання (71/км²).
Расовий склад населення:
| - 93,3 % — білих - 3,4 % — чорних або афроамериканців - 3,4 % — осіб інших рас |

До двох чи більше рас належало 0,0 %. Частка іспаномовних становила 4,5 % від усіх жителів.
За віковим діапазоном населення розподілялося таким чином: 18,0 % — особи молодші 18 років, 65,1 % — особи у віці 18—64 років, 16,9 % — особи у віці 65 років та старші. Медіана віку мешканця становила 41,5 року. На 100 осіб жіночої статі у місті припадало 122,5 чоловіків;  на 100 жінок у віці від 18 років та старших — 121,2 чоловіків також старших 18 років.
Середній дохід на одне домашнє господарство  становив 53 027 доларів США (медіана — 56 563), а середній дохід на одну сім'ю — 57 376 доларів (медіана — 59 583). За межею бідності перебувало 18,7 % осіб, у тому числі 12,5 % дітей у віці до 18 років та 0,0 % осіб у віці 65 років та старших.
Цивільне працевлаштоване населення становило 50 осіб. Основні галузі зайнятості: освіта, охорона здоров'я та соціальна допомога — 20,0 %, роздрібна торгівля — 16,0 %, науковці, спеціалісти, менеджери — 14,0 %.